# Велень (Нямц)
Велень, Велені (рум. Văleni) — село у повіті Нямц у Румунії. Входить до складу комуни Велень.
Село розташоване на відстані 291 км на північ від Бухареста, 26 км на північний схід від П'ятра-Нямца, 69 км на захід від Ясс.

## Населення
За даними перепису населення 2002 року у селі проживала 791 особа.
Національний склад населення села:
| Національність | Кількість осіб | Відсоток |
| -------------- | -------------- | -------- |
| румуни         | 781            | 98,7%    |
| цигани         | 10             | 1,3%     |

Рідною мовою назвали:
| Мова      | Кількість осіб | Відсоток |
| --------- | -------------- | -------- |
| румунська | 781            | 98,7%    |
| циганська | 10             | 1,3%     |